# Shatter Me (novela)
Shatter Me (Destrózame en España o La piel de Juliette en Hispanoamérica) es una novela juvenil distópica escrita por Tahereh Mafi y publicada el 15 de noviembre de 2011. El libro está narrado por Juliette, una joven de 17 años que posee una extraña habilidad, al tocar a cualquier persona, la persona muere.
El segundo libro de la serie, Las manos de Juliette, fue publicado el 5 de febrero de 2013 en Estados Unidos y en 2014 en Latinoamérica. El tercer libro de la serie Ignite Me (en inglés) fue publicado el 4 de febrero de 2014 en Estados Unidos y  ya fue  publicado en español.
Los derechos para crear la película del libro, fueron adquiridos por 20th Century Fox en 2011, incluso antes de la fecha de lanzamiento del libro. De sus inspiraciones para el argumento del libro, Mafi ha indicado que ella se inspiró en "un interés por naturaleza humana y la capacidad [de la humanidad] para superar grandes obstáculos".